# Hongaku
Hongaku (chinois : 本覺; pinyin: běnjué; coréen: bongak) est une doctrine bouddhiste d'Asie de l'Est. On rend souvent ce mot par illumination «originelle», «inhérente», «innée», ou «intrinsèque». L'idée est que tous les êtres sensibles sont déjà éveillés d'une manière ou d'une autre. Cette doctrine est étroitement liée au concept de la nature de Bouddha.

## Origines et développement
La doctrine de l'illumination originelle a été développée en Chine à partir de la doctrine de la nature de Bouddha. Elle est mentionnée pour la première fois dans le Traité de la Naissance de la foi dans le grand véhicule dans les écritures du Mahâyâna. Selon Jacqueline Stone, l'éveil de la foi dans le Mahâyâna voit l'illumination originelle comme « la vraie ainsité, masquée par la conscience ordinaire illusionnée et dénote ainsi le potentiel d'illumination dans les êtres non éclairés. » Dans la Chine médiévale, la doctrine s'est développée à partir de l'école Huayan et a également influencé le bouddhisme Chan .
La doctrine est également un thème qui traverse du Sutra de l’Estrade de Huineng (jap. Enô) et elle a été transmise par les maîtres chan chinois comme revenant à  «voir la nature originelle». L'illumination originelle était souvent associée aux enseignements de l'illumination subite et contrastait avec l'approche «graduelle» et l'idée «d'illumination acquise» ou shikaku . Le premier maître japonais qui écrivit sur cette doctrine fut Kūkai (774–835), le fondateur du bouddhisme Shingon .

## Dans le bouddhisme japonais
La doctrine de  l'illumination originelle a beaucoup influencé l'école Tendai, depuis l'époque du système de gouvernement Insei (1086–1185) jusqu'à la période Edo (1688–1735). Le Tendai voyait le hongaku englobant non seulement tous les êtres doués de sensibilité, mais l'ensemble du vivant et de la nature, y compris donc les objets inanimés: tous étaient considérés comme des bouddhas. Cela inclut également toutes nos actions et nos pensées, même nos pensées illusoires, en tant qu'expressions de notre nature innée éveillée.
Pour Yoshirõ Tamura (1921–1989), la pensée de  l'illumination originelle (本覺思想, hongaku shisō) se définit par deux éléments philosophiques majeurs. D'une part un non-dualisme radical, dans lequel tout est considéré comme vide et interconnecté, de sorte que les différences entre la personne ordinaire et le Bouddha, ainsi que toutes les autres distinctions, étaient ontologiquement niées. L'autre caractéristique du hongaku est l'affirmation que le monde phénoménal est l'expression du royaume non duel de la nature de Bouddha. On retrouve cela dans des phrases telles que « les passions du monde sont véritablement l'illumination » et « la naissance et la mort sont véritablement le nirvana.»
La doctrine Tendai du hongaku a eu un impact profond sur le développement du « nouveau bouddhisme de Kamakura » (Shin Bukyô), car plusieurs fondateurs (Eisai, Honen, Shinran, Dogen et Nichiren) des nouvelles écoles bouddhiques à l'époque Kamakura ont étudié le Tendai au mont Hiei.

## Critiques
Dôgen, le fondateur du zen sôtô japonais, critiqua cette doctrine de l’Éveil originel car il considérait, à la suite de son maître Tendō Nyojō qu'elle « chosifiait » la nature de Bouddha, en la transformant en une notion d’âme, ce qui faisait d'elle une source d’attachement.
Au cours des années 1980, un mouvement japonais connu sous le nom de « bouddhisme critique » a attaqué l'illumination originelle comme une idéologie qui légitimait le statu quo et l'injustice sociale en acceptant les choses telles qu'elles sont comme des expressions de la nature originelle du Bouddha.